# Westerholz
Westerholz település Németországban, Schleswig-Holstein tartományban. Lakosainak száma 739 fő (2023. december 31.). Westerholz Dollerup és Steinbergkirche községekkel határos.

## Népesség
A település népességének változása:
| Lakosok száma | 615  | 734  | 731  | 753  | 764  | 739  |
|               | 1975 | 2017 | 2019 | 2021 | 2022 | 2023 |